# Bangkok Opera
Die Bangkok Opera (thailändisch บางกอกโอเปร่า) wurde im Jahr 2000 auf Initiative des thailändisch-amerikanischen Dirigenten und Komponisten Somtow Sucharitkul (* 1952; thailändisch สมเถา สุจริตกุล) unter der königlichen Schirmherrschaft ihrer königlichen Hoheit Prinzessin Galyani Vadhana – sein Künstlername als Literat (er schrieb etliche erfolgreiche Science-Fiction- und Horrorromane) ist S. P. Somtow, die amerikanisierte Umstellung seines vollständigen Namens Somtow Papinian Sucharitkul – als freie und unabhängige Operncompagnie (ohne staatliche oder städtische Zuschüsse) gegründet.

## Gründung und Auftrag
Anfänglich ging es lediglich darum, Somtows eigenes Bühnenwerk mit dem Titel Madana zur Uraufführung zu bringen – die erste abendfüllende Oper eines thailändischen Komponisten überhaupt. Nach der erfolgreichen Produktion des Stücks im Februar 2001 wurde die Idee geboren, einen regelmäßigen Opernspielplan mit Eigenproduktionen für Bangkok aufzustellen. Da man aber weder über ein eigenes Gebäude noch über ein festes Ensemble verfügte, schloss man sich wiederum nur für gemeinsame Einzelprojekte zusammen. Das 2002 von Somtow gegründete und geleitete Siam Philharmonic Orchestra jedenfalls (das sich nach mehreren anderer erst 2004 diesen Namen gab) bildete eine wichtige Grundlage für die Überlegung hinsichtlich regelmäßiger Opernproduktionen in der thailändischen Hauptstadt.
2002 setzte die Bangkok Opera ihre ehrgeizige Arbeit unter der künstlerischen Leitung von Somtow Sucharitkul mit einer Produktion von Purcells Dido and Aeneas fort, und erarbeitete danach auch „schwergewichtigere“ Werke wie Mozarts Zauberflöte oder Puccinis Turandot. Im Januar 2003 stand mit der Oper Mae Naak wieder ein Bühnenwerk Somtows auf dem Spielplan. – Die Produktionen werden hier jeweils immer in einer Serie und gewöhnlich zwei- bis dreimal gegeben.
Nach diesen eher vereinzelten Produktionen der ersten Jahre wurde für die Spielzeit 2005/06 (zwischen September 2005 und Juni 2006) eine erste vollständige Opernsaison angekündigt – übrigens das erste Vorhaben dieser Art in der ganzen Region Südostasien! Man hatte sich vorgenommen, insgesamt fünf Eigenproduktionen auf die Bühne zu bringen, darunter – neben zwei Wiederaufnahmen und einer internationalen Koproduktion – auch zwei Neuinszenierungen. Die Saison beinhaltete unter anderem die erste asiatische Eigenproduktion eines Bühnenwerks von Richard Wagner – Das Rheingold –, vorgesehen als Auftakt zu einer Gesamtproduktion des kompletten Ring des Nibelungen, die in den nachfolgenden Jahren ergänzt und dann im Jahre 2010 als vollständiger Zyklus gezeigt werden soll (die Walküre, lange im Voraus angekündigt für den 24. und 26. Juli 2007, wurde inzwischen aufgrund einer ernsten Erkrankung Somtows auf den 30. November und 2. Dezember 2007 verschoben).
Für die Opern- und Konzertproduktionen, die in Zusammenarbeit mit dem Siam Philharmonic Orchestra und dem Orpheus Choir of Bangkok (letzterer unter der Leitung von Karen TenBrink) entstehen, wird jeweils ein Ensemble aus internationalen und/oder auf internationalen Bühnen erfolgreichen thailändischen Sängern engagiert. Die Vorstellungen finden zumeist im großen Saal des Thailand Cultural Centre in Bangkok statt. – Inzwischen gesellten sich auch das Bangkok Baroque Ensemble (unter Leitung von Trisdee na Patalung; das neu gegründete Barockorchester trat im Oktober 2005 erstmals auf) und das Musica Ficta Vocal Consort (unter Somtow Sucharitkul) zu den regelmäßig an den Opern- und Konzertproduktionen der Bangkok Opera mitwirkenden Klangkörpern.
Eine regelmäßige Zusammenarbeit mit ähnlichen Compagnien – der Singapore Lyric Opera und der Lyric Opera Malaysia in Kuala Lumpur – wurde mit dem zum Mozartjahr 2006 in allen drei Metropolen abgehaltenen Mozart-Fest ins Leben gerufen. Inzwischen haben sich die drei Unternehmen und ihre Direktoren zu einer sogenannten ASEAN Opera League zusammengeschlossen, um ihre Produktionen koordinieren und gegebenenfalls auch auszutauschen zu können.

## Kultureller Hintergrund
Die Klassische Musik des Westens hat in Thailand (im Gegensatz etwa zu Japan) keine Tradition. Das Interesse von Königin Sirikit an der Oper äußerte sich in gelegentlichen Gastspielen anlässlich ihres Geburtstags (ähnlich, wie selbst das rege Engagement des Königs Bhumibol Adulyadej für den Jazz – er spielte früher selbst Saxophon und komponierte etliche Standards – diesem in Thailand nicht zu einer bemerkenswerten Popularität verhelfen konnte). Klassische Musik wurde fast ausschließlich von Expats nach Thailand mitgebracht. Die inzwischen – allerdings fast ausschließlich in der Hauptstadt Bangkok – vorhandenen Orchester und Chöre sind sämtlich Laienensembles, die von engagierten Expats gegründet und geleitet werden, und die sich auch zum überwiegenden Teil aus Ausländern zusammensetzen. Das zu einem überwiegenden Teil mit Thais besetzte Siam Philharmonic Orchestra (oder auch das Thailand Philharmonic Orchestra) ist ebenso eine Ausnahme, wie das Engagement eines thailändischen Musikers für die Oper. Auch gibt es in ganzen Land bislang nur eine einzige Ausbildungsstätte für Klassische Musik: das College of Music der Mahidol University in Salaya in der Provinz Nakhon Pathom, deren Lehrer und Studenten sich zum Thailand Philharmonic Orchestra zusammengeschlossen haben.
Vor diesem Hintergrund ist das Engagement der Bangkok Opera zu sehen, die ohne Kooperationen mit westlichen Künstlern und ohne ein westliches Publikum – bestehend aus in Thailand lebenden Ausländern (die das Vorhaben auch finanziell und ideell unterstützen) und (Kultur-)Touristen – nicht existieren könnte. Die beiden Vorstellungen des Rheingold im Februar 2006 (also noch zur besten Reisezeit) fanden beispielsweise vor einem halbleeren Saal statt – wogegen die Musiksprache der Bühnenwerke Somtows in ihrer Melange aus Musicalelementen und Filmmusik die Thais (und weiteres asiatisches Publikum) eher anzuziehen und anzusprechen vermochte.

## Produktionen derBangkok Opera(Auswahl)

### 2001
- Somtow Sucharitkul (* 1952): Madana[3] – die Oper, mit deren Komposition Somtow 1999 beauftragt worden war, wurde im Februar 2001 uraufgeführt. Sie basiert auf einem märchenhaften Stück, das König Vajiravudh (Rama VI.) geschrieben und seiner Gemahlin, Königin Indrasaksachi, gewidmet hatte, welche auch die Großtante des Komponisten war. Die Titelrolle wurde von der amerikanischen Sopranistin Stacey Tappan interpretiert

### 2002
- Henry Purcell: Dido and Aeneas

### 2003
- Somtow Sucharitkul: Mae Naak – Somtows zweite Oper über ein thailändisches Sujet erlebte ihre Uraufführung am 6. Januar 2003. Sie basiert auf Thailands bekanntester Geistergeschichte Mae Nak Phra Khanong, die bereits unzählige Male verfilmt wurde – am bekanntesten davon dürfte die filmische Adaption von Nonzee Nimibutr sein, die den Titel Nang Nak trägt. Die chinesisch-britische Sopranistin Nancy Yuen sang die Titelrolle – sowohl in der Premiere, als auch in der Wiederaufnahme im September 2005
- Johannes Brahms: Ein deutsches Requiem (thailändische Erstaufführung) – Gedenkkonzert für den im Januar 2000 in Karatschi (Pakistan) ermordeten Journalisten Daniel Pearl
- Benjamin Britten: The Turn of the Screw
- Wolfgang Amadeus Mozart: Die Zauberflöte

### Spielzeit 2004/05
- Wolfgang Amadeus Mozart: Don Giovanni
- Giacomo Puccini: Turandot
- Giuseppe Verdi: Aida – in der Inszenierung von Richard Harrell

### Spielzeit 2005/06
- Somtow Sucharitkul: Mae Naak – als Wiederaufnahme aus dem Jahr 2003 (mit diesem Stück wurde die Saison am 3. September 2005 eröffnet)
- Richard Wagner: Das Rheingold – die erste asiatische Eigenproduktion eines Wagnerschen Bühnenwerks (5. und 6. Februar 2006)
- Giacomo Puccini: Madama Butterfly – Gastspiel der Singapore Lyric Opera in einer Inszenierung des singapurer Schauspielers und Regisseurs Ivan Heng und mit Nancy Yuen in der Titelrolle (5. und 6. April 2006)
- Wolfgang Amadeus Mozart: Die Zauberflöte – Wiederaufnahme aus dem Jahr 2004 anlässlich des Mozartjahres 2006
- Wolfgang Amadeus Mozart: Così fan tutte – Neuinszenierung von Richard Harrell (Premiere am 25. Juni 2006)

### Spielzeit 2006/07
- Somtow Sucharitkul: Ayodhya – die dritte Oper des thailändischen Komponisten, welturaufgeführt am 16., 18. und 19. November 2006, basiert auf einer Episode des Ramayana. In der Inszenierung von Hans Nieuwenhuis, die als Kooperation zwischen der Bangkok Opera und dem Opera Studio Nederland[4] zustande kam, sangen unter anderem der englische Countertenor Michael Chance, Nancy Yuen, Charles Hens und John Ames. Die Produktion war zur 60sten Jubiläum der Thronbesteigung des Königs komponiert worden, die in diesem Jahr ausgiebigst gefeiert wurde. Wegen kritischer Äußerungen Somtows zum Militärputsch vom 19. September und zum entmachteten Premierminister Thaksin Shinawatra wurde die Produktion von der Übergangsregierung zensiert[5][6]
- Benjamin Britten:  The Rape of Lucretia (24., 25. und 26. Februar 2007)
- Henry Purcell: Dido and Aeneas – Wiederaufnahme von 2002 (7., 8. und 9. April 2007)
- Giacomo Puccini: Madama Butterfly – Neuinszenierung von Henry Akina mit Nancy Yuen in der Titelrolle (29. und 31. August 2007)

### Spielzeit 2007/08
- Richard Wagner: Die Walküre – Neuinszenierung mit Janny Zomer, Charles Hens und Barbara Smith-Jones (30. November und 2. Dezember 2007). Die ursprünglich für diese Termine vorgesehene Uraufführung von Somtows neuer (vierter) Oper Dan no Ura  wurde ins Jahr 2008 verschoben

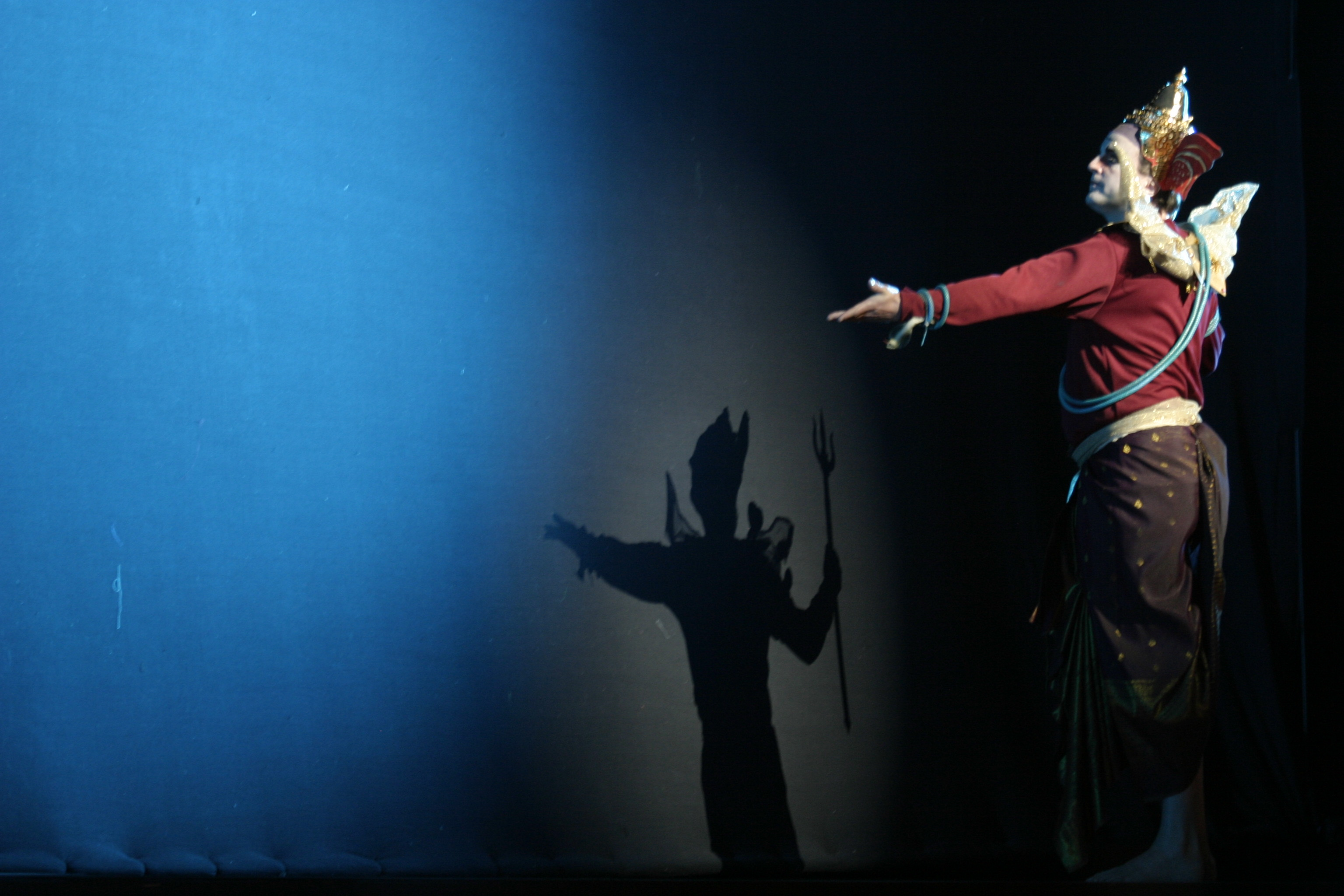
Somtows Ayodhya (2006) mit Michael Chance als Ganesha
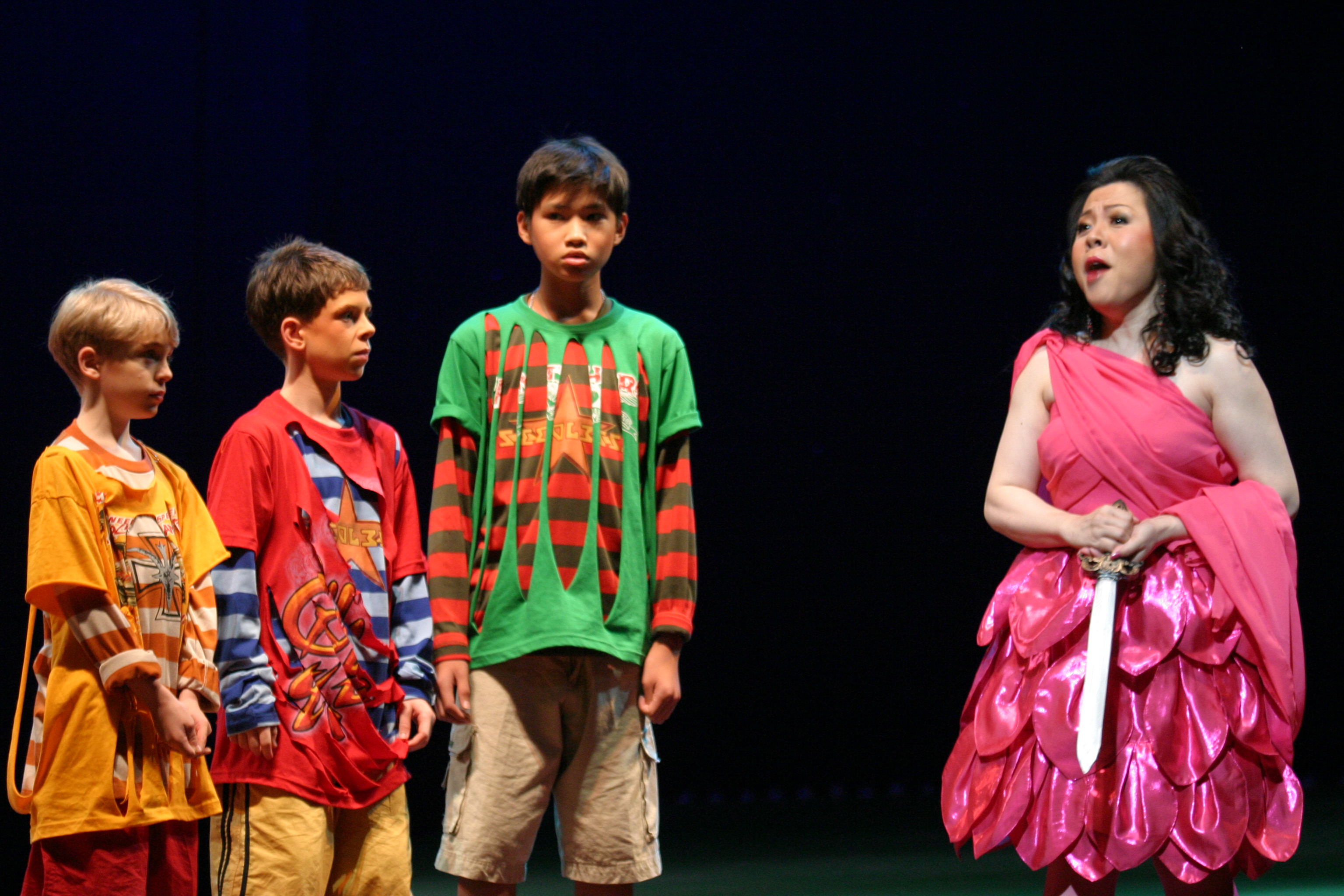
Mozarts Zauberflöte (2006) mit Nancy Yuen (Pamina) sowie Will Rhodes, Dominick Gilbert und Soponwit Wangcharoensab (drei Knaben)
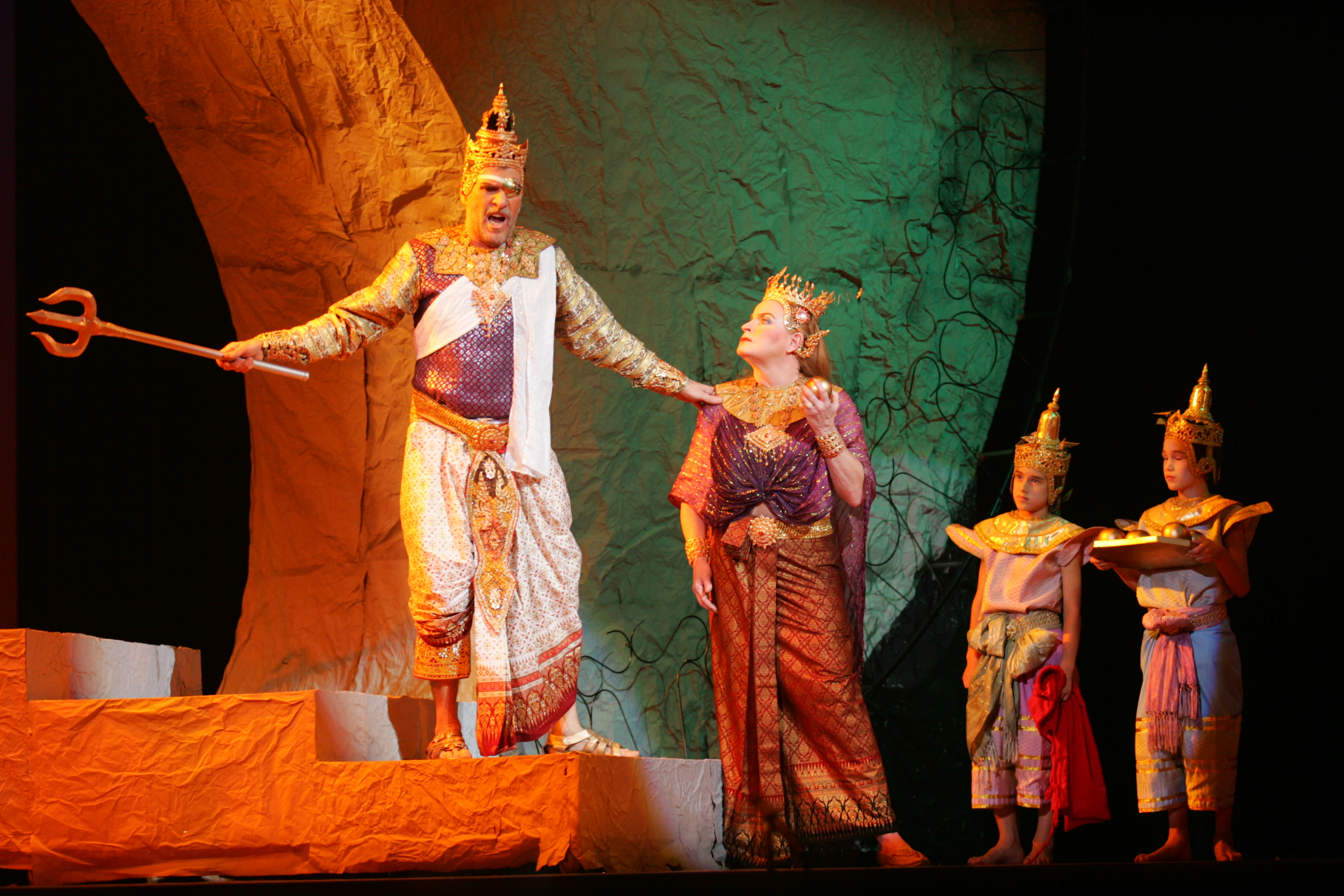
Wagners Rheingold (2006) im Stil der südostasiatischen Mythologie

## Richard Wagner-Verband Bangkok
Unter dem Namen Richard Wagner Circle Bangkok gründete Somtow Sucharitkul am 25. November 2003 auch den Bangkoker Ortsverband des Internationalen Richard Wagner-Verbands – es ist die erste derartige Vereinigung in ganz Südostasien. Sogar Wolfgang Wagner reiste zur Eröffnung nach Bangkok, die mit einem Konzert mit Werken seines Großvaters, von Puccini, Strauss und Somtow gefeiert wurde.